# James Moore
James Moore (n. 20 februarie 1935, Erie, Pennsylvania, SUA) este un sportiv ce a reprezentat Statele Unite ale Americii, medaliat olimpic. A participat la 2 ediții ale Jocurilor Olimpice (1964, 1968) în care a câștigat o medalie de argint.